# عادل لامی
عادل لامی (انگلیسی: Adel Lami؛ زادهٔ ۱۳ نوامبر ۱۹۸۵ کویت ) یک بازیکن فوتبال اهل قطر است.

## باشگاهی
از باشگاه‌هایی که در آن بازی کرده‌است می‌توان به الریان، لخویا، ام صلال، الغرافه، الخریطیات، العربی قطر، اشاره کرد.

## تیم ملی
وی همچنین در تیم ملی فوتبال قطر بازی کرده‌است.